# Zygmunt Stefański (oficer)
Zygmunt Stefański (ur. 3 czerwca?/16 czerwca 1902 w okolicach Chersonia, zm. 4 listopada 1980 w Warszawie) – oficer Wojska Polskiego i Straży Granicznej w II Rzeczypospolitej, kawaler Orderu Virtuti Militari.

## Życiorys
Urodził się w rodzinie Stanisława i Janiny z Krzyczkowskich. Absolwent gimnazjum w Warszawie. W 1918 walczył na froncie polsko-ukraińskim w oddziałach polskich przybyłych z Francji. W styczniu 1919 skierowany do 12 pułku Ułanów Podolskich i w jego szeregach walczył na frontach wojny polsko-bolszewickiej. Za bohaterstwo w walce w bitwie pod Chołosowem odznaczony został Krzyżem Srebrnym Orderu Virtuti Militari.
Po zakończeniu działań wojennych pozostał w wojsku. W sierpniu 1921 został urlopowany, a w 1924 ponownie powołany do służby wojskowej. 15 lipca 1927 został mianowany podporucznikiem ze starszeństwem z 1 lipca 1925 i 653. lokatą w korpusie oficerów rezerwy kawalerii. Od 1929 służył w Straży Granicznej. W 1934, jako oficer rezerwy pozostawał w ewidencji Powiatowej Komendy Uzupełnień Warszawa Miasto III. Posiadał przydział do Oficerskiej Kadry Okręgowej Nr I. Był wówczas w grupie oficerów „pełniących służbę w Strazy Granicznej”. Na stopień porucznika został mianowany ze starszeństwem z 19 marca 1939 i 111. lokatą w korpusie oficerów rezerwy kawalerii.
We wrześniu 1939 wziął udział w obronie Warszawy. Po kampanii wrześniowej przebywał w Oflagu II C Woldenberg.
Po wyzwoleniu spod okupacji niemieckiej wrócił do Warszawy i tam pracował zawodowo. Zmarł w Warszawie i pochowany został na cmentarzu wojskowym.
Był żonaty z Leonią ze Sztarków, z którą miał syna Lecha.

## Ordery i odznaczenia
- Krzyż Srebrny Orderu Virtuti Militari nr 2650[7][8][9]
- Krzyż Walecznych (trzykrotnie)[6]